# Jakob Ehrlich
Jakob Ehrlich (Bystřice pod Hostýnem, 15 september 1877 – Dachau, 17 mei 1938) was een Oostenrijks politicus. Ehrlich was lid van de Weense gemeenteraad, waar hij het Joodse bevolkingsdeel vertegenwoordigde. Een paar weken na de Anschluss werd hij vermoord in concentratiekamp Dachau.

## Levensloop
Ehrlich werd geboren in een klein stadje in het noorden van Moravië, gelegen in Oostenrijk-Hongarije. Hij studeerde rechten en werd in 1909 toegelaten tot de balie. Hij was Joods en raakte op jonge leeftijd geïnspireerd door het zionisme. Ehrlich groeide uit tot een van de leiders van de zionistische beweging in Oostenrijk. De Oostenrijker was op voorspraak van Chaim Weizmann vicevoorzitter van het 11e Zionistische Congres dat in 1913 in Wenen werd georganiseerd.
Tijdens de Eerste Wereldoorlog diende Ehrlich als officier in Oostenrijks-Hongaarse leger. Na de oorlog trad Erhlich toe tot de gemeenteraad van Wenen namens de Joodse Nationalisten. In de raad sprak hij zich uit tegen de discriminatie van de Joodse bevolking. Hij kreeg voor elkaar dat veel Joodse vluchtelingen die vanuit Galicië als gevolg door van het oorlogsgeweld naar Wenen waren gevlucht de Oostenrijkse nationaliteit ontvingen.
Ook het 14e Zionistische Congres werd in 1925 in Wenen gehouden. Ehrlich heette de deelnemers namens de overheid welkom. Acht jaar later bezocht hij Palestina. De zware omstandigheden waaronder de Joodse bevolking leefde vielen hem tegen. Hij was van plan zelf te emigreren, maar zette zijn plannen niet door.
Een toespraak van Ehrlich in 1938 in de Weense gemeenteraad kreeg internationale aandacht. In zijn verhaal sprak hij zich uit tegen het antisemitisme dat verwerkt was in wetten die werden aangenomen door de gemeenteraad waardoor de rechten van de Joodse bevolking werden geschonden. Kort daarna vond de Anschluss plaats waardoor Oostenrijk werd opgenomen in het Duitse rijk. Ehrlich werd opgepakt bij de eerste golf arrestaties en overgebracht naar het Duitse concentratiekamp Dachau. Een paar weken later werd hij doodgeslagen.

## Persoonlijk
Ehrlich had een vrouw en een zoon. Zij ontkwamen naar Engeland en later naar de Verenigde Staten.